# Mnet
Mnet (Music network) je južnokorejski glazbeni kanal u vlasništvu CJ ENM. Kanal emitira glazbene programe, izvedbe uživo, reality emisije i emisije s talentima.